# Christy Hemme
Christina Lee Hemme (28 d'octubre del 1980), més coneguda al ring com a Christy Hemme és una actriu, cantant, model i lluitadora professional estatunidenca que treballa a la Total Nonstop Action Wrestling (TNA). També se la coneix per haver treballat a la World Wrestling Entertainment (WWE).